# Carl Beukes
Pour les articles homonymes, voir Beukes (homonymie).
Carl Beukes est un acteur sud-africain et un top model, il est connu pour son rôle de Paul McPherson dans Isidingo ainsi que son rôle de Gabriel dans Dominion.
Carl Beukes habite à Londres pendant 16 mois puis retourne en Afrique du Sud en septembre 2004. Ses interprétations favorites étaient dans Certified Male, Macbeth et Amadeus.

## Carrière

### Cinéma
- 2000 : Hijack Stories : flic de Brixton
- 2002 : Pure Blood : Faan
- 2002 : Glory Glory : homme de la milice
- 2005 : Crazy Monkey Presents Straight Outta Benoni
- 2007 : The Last Rites of Passage (court-métrage) : Judd
- 2007 : Footskating 101 : Chasseur Nebworth
- 2010 : Jozi : James
- 2012 : Dirty Laundry (court-métrage) : Marc
- 2012 : Inescapable de Ruba Nadda
- 2013 : Shotgun Garfunkel : Brandon
- 2013 : Stealing Time : Nathan Ross
- 2013 : Mandela : Un long chemin vers la liberté : Niel Barnard
- 2013 : Safari : Andrew Heerden
- 2014 : Kite : Vic Thornhill
- 2015 : Eye in the Sky : Sergent Mike Gleeson

### Télévision

#### Séries télévisées
- 2004 : The Res : Doug
- 2005 : Isidingo : The Need : Paul Mcphereson
- 2008 : Affaires non classées (saison 12, épisodes 11 & 12) : Emil Renserg
- 2011-2012 : Vie sauvage (épisodes 6x10 & 7x03) : Rick Geldenhuis
- 2014 : Flikken Maastricht : Daan van Dijsseldonk
- 2014 : Homeland (saison 4, épisode 4) : Clark Russel
- 2014-2015: Dominion : Gabriel
- 2018 : Troie : La Chute d'une cité : Diomedes
- 2018 : Grey's Anatomy (saison 15, épisode 6) : Daniel
- 2019 : NCIS : Enquêtes spéciales (saison 16, épisode 23) : John Calfa
- 2019 : NCIS : Los Angeles (saison 11, épisode 10) : Akhos Laos

#### Téléfilms
- 1998 : If This Be Treason : Anton Niemand
- 2012 : The Girl : Jim Brown
- 2015 : The Message : Éventreur
- 2016 : Mars Project : Richard Santos
- 2020 : Mère porteuse pour star dangereuse (The Secret Life of a Celebrity Surrogate) de Mark Gantt : Hayden Von Richter